# Newcastle upon Tyne Castle
Newcastle upon Tyne Castle är ett slott i Newcastle upon Tyne i  Storbritannien. Det ligger i grevskapet Tyne and Wear och riksdelen England, i den centrala delen av landet, 400 km norr om huvudstaden London. Newcastle upon Tyne Castle ligger 25 meter över havet.
Terrängen runt Newcastle upon Tyne Castle är huvudsakligen platt, men åt sydväst är den kuperad. Newcastle upon Tyne Castle ligger nere i en dal. Runt Newcastle upon Tyne Castle är det mycket tätbefolkat, med 1 411 invånare per kvadratkilometer. Närmaste större samhälle är Newcastle upon Tyne, 0,59 km norr om Newcastle upon Tyne Castle. Runt Newcastle upon Tyne Castle är det i huvudsak tätbebyggt.